# 고은아 (1988년)
고은아(高恩雅, 1988년 10월 28일~)는 대한민국의 배우이다. 본명은 방효진(房孝珍)이다.

## 학력
- 약수초등학교
- 약수중학교→영문중학교
- 양재고등학교

## 경력
- 2006년 서울특별시 수돗물 홍보대사
- 2007년 제3회 아리수 홍보대사
- 2009년 플랜코리아 홍보대사

## 출연

### 방송

#### 드라마
- 2005년 KBS 2TV 《KBS 드라마시티 - 여름, 이별이야기》 - 연우 역
- 2005년 KBS 2TV 《황금사과》 - 금실 역
- 2012년 채널A 《K-팝 최강 서바이벌》 - 지승연 역

#### 시트콤
- 2005년 MBC 《레인보우 로망스》 - 고은아 역

#### 예능
- 2005년 SBS 《SBS 인기가요》
- 2010년 엠넷 《텐트 인 더 시티》
- 2017년 SBS 《남사친 여사친》
- 2017년 MBC 에브리원 《비디오스타》
- 2020년 MBC 《전지적 참견 시점》
- 2021년 SBS 《미운 우리 새끼》
- 2022년 SBS 《꼬리에 꼬리를 무는 그날 이야기》
- 2022년 KBS 2TV 《빼고파》
- 2022년 tvN 《줄 서는 식당》 - 30회
- 2022년 SBS F!L 《라이브플렉스》
- 2023년 MBC 《일타강사》 - 10회

#### 기타
- 2006년 대한민국 통일부 《통일부 모델 - 국민 속으로》 - 고은아 편
- 2020년 ~ 유튜브 《방가네》
- 2021년 MBC 《심야괴담회》
- 2022년 TV조선 《퍼펙트 라이프》 - 92회

### 영화
- 2003년 《...ing》 - 학생 5 역
- 2006년 《잔혹한 출근》 - 태희 역
- 2006년 《썬데이 서울》 - 지연 역
- 2006년 《베케이션》 - EP.1 - 수연 역
- 2007년 《사랑방 선수와 어머니》 - 옥희 역
- 2008년 《외톨이》 - 정수나 역
- 2009년 《10억》 - 이보영 역
- 2014년 《스케치》 - 수연 역
- 2017년 《비스티걸스》 - 서현 역

### 뮤직비디오
- 2004년 러브홀릭 - 〈Sky〉
- 2004년 KYO - 〈Cross〉
- 2005년 조규찬 - 〈잠이 늘었어〉
- 2005년 이승철 - 〈열을 세어 보아요〉
- 2005년 V.O.S - 〈시한부〉
- 2007년 버블시스터즈 - 〈바보처럼〉
- 2009년 윤서진 - 〈멍텅구리〉

### 광고
- 2004년 오리온 초코파이 정
- 2004년 롯데제과 팅클
- 2004년 LG전자 싸이언
- 2005년 온세텔레콤 온세통신
- 2005년 완도어패럴 인투인
- 2005년 스마트에프앤디 스마트 학생복
- 2005년 애경산업 에이솔루션
- 2005년 오리온 초코파이 정 - 누난 내가 지켜줘야지 편
- 2005년 롯데푸드 알로애 - 알로에와 키위의 말캉말캉한 사랑 편
- 2005년 농심 양파링 - 동그라미 사랑 동그라미 우정 편
- 2005년 소니 PSP
- 2005년 광동제약 비타500
- 2006년 SK네트웍스 카스피 코너스
- 2006년 동아오츠카 포카리 스웨트
- 2006년 농심 양파링 - 내 마음의 빨간 동그라미 편
- 2006년 온세텔레콤 온세통신 1677 콜렉트콜
- 2007년 존슨앤드존슨 클린앤클리어
- 2007년 온세텔레콤 온세통신 1677 콜렉트콜

## 수상
- 2020년 MBC 방송연예대상 여자 신인상(전지적 참견 시점)
- 2021년 제9회 대한민국 예술문화인대상 방송예능상